# NGC 5090
NGC 5090 est une vaste galaxie elliptique située dans la constellation du Centaure. Sa vitesse par rapport au fond diffus cosmologique est de 3 642 ± 26 km/s, ce qui correspond à une distance de Hubble de 53,7 ± 3,8 Mpc (∼175 millions d'al). NGC 5090 a été découverte par l'astronome britannique John Herschel en 1834.

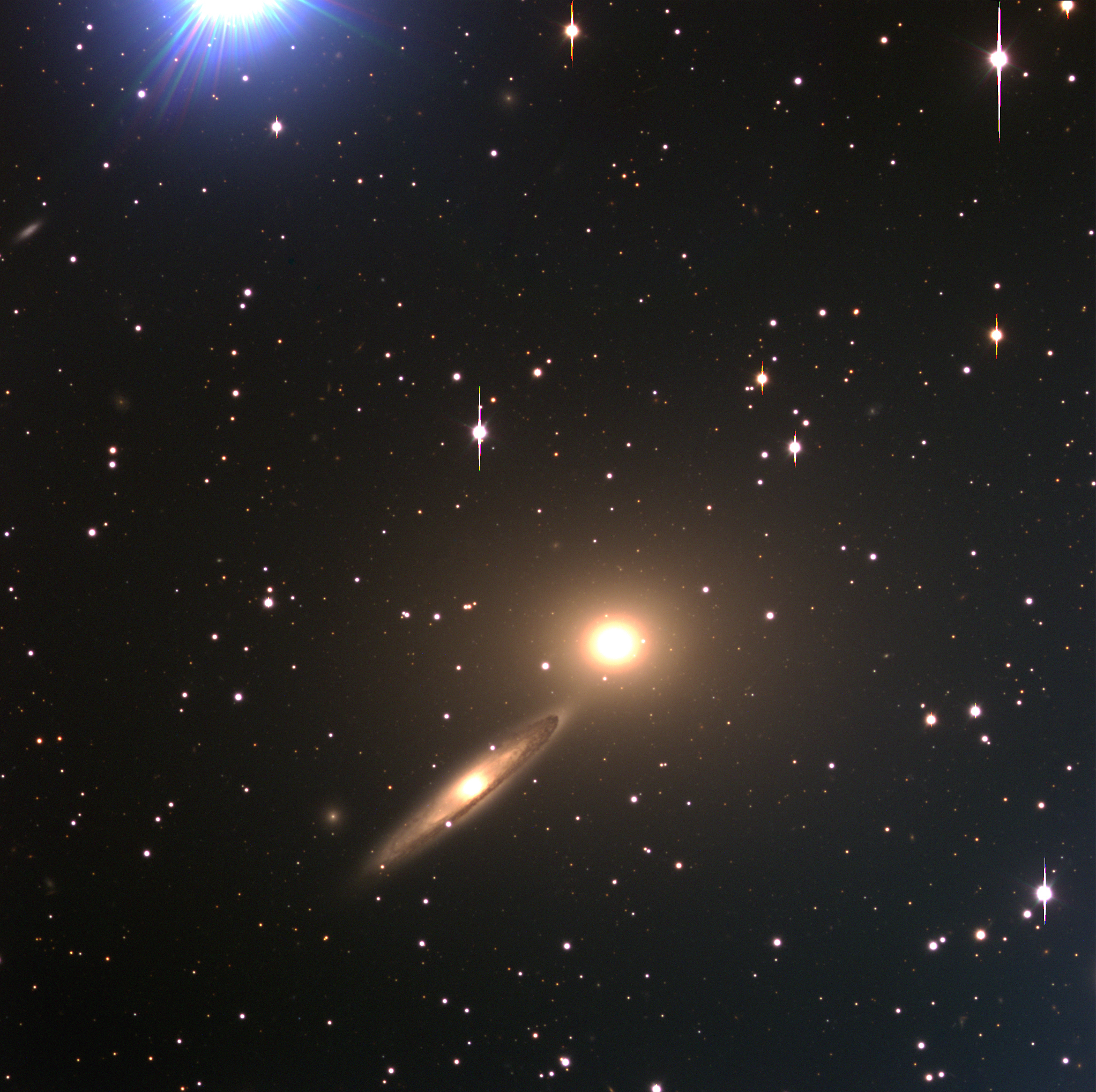
NGC 5090 et NGC 5091 par l'ESO

NGC 5090 présente également un jet d'ondes radio et c'est une galaxie LINER, c'est-à-dire une galaxie dont le noyau présente un spectre d'émission caractérisé par de larges raies d'atomes faiblement ionisés.
À ce jour, une dizaine de mesures non basées sur le décalage vers le rouge (redshift) donnent une distance de 53,060 ± 16,430 Mpc (∼173 millions d'al), ce qui est à l'intérieur des valeurs de la distance de Hubble.

## Supernova
La supernova SN 1981C a été découverte dans NGC 5090 le 2 mars 1981 par l'astronome chilien José Maza Sancho (en). Le type de cette supernova n'a pas été déterminé.

## Groupe de NGC 5011
Selon A. M. Garcia, NGC 5090 fait partie du groupe de NGC 5011. Ce groupe de galaxies compte au moins 19 membres, dont NGC 4946, NGC 5011, NGC 5026, PGC 46597 (≠ NGC 5086) et NGC 5091.